# 秋谷昭治
秋谷 昭治（あきや しょうじ、1931年3月11日 - 2022年2月19日）は、日本の医師・医学博士。日本医師会代議員であり埼玉県医師会参与。元埼玉県議会議員（議長経験のある自由民主党議員）。
医療法人社団彩優会の元理事長で、現在は社会福祉法人昭仁会及び北葛北部医師会の学校法人橘心学園の理事長を務める。

## 経歴
2011年、医療法人社団彩優会の理事長を辞任した。後任は吉岡利孝が理事長で、現在は、弟である秋谷行男。
2013年、秋谷昭治氏及びその家族が、医療法人社団彩優会から多額の資金を流用しているとの報道が一部の雑誌に掲載される。
また、幸手市が旧香日向小学校の校舎の賃貸借契約において学校法人橘心学園への賃料を格安に設定したことから、市民より幸手市に対して住民監査請求が提出されるなど、地元住民と幸手市政を巻き込む問題に発展している。

## 略歴
- 埼玉県立春日部高等学校卒業
- 東京医科大学卒業
- 1967年 埼玉県幸手市に病院を開設
- 1987年（昭和62年）埼玉県議会議員初当選。以後5期連続当選。
- 2002年（平成14年）第104代・埼玉県議会議長（ - 2003年4月）
- 2007年（平成19年）落選

## 医療法人彩優会
理事長は中田賢一郎。傘下の栗橋病院は、埼玉県久喜市小右衛門714-6に所在する第2次救急病院。診療科目は内科、外科、脳神経外科、整形外科、眼科、小児科、リハビリ科であり、病床数は194床（一般54床、療養140床）。他、さって福祉病院。かつては恩賜財団済生会が運営していた基幹病院であったが、経営の不振から、医療法人さくらライフグループに事業譲渡を行い、救急医療と在宅医療に強みを持つ病院として経営再建を目指す。

## 社会福祉法人昭仁会
社会福祉法人昭仁会は、蓮田市などで特別養護老人ホームを経営している。理事長は秋谷典裕。なお埼玉県新座市に所在する同名の医療法人昭仁会は介護老人保健施設四季の里を経営しているが関連は明らかでない。